# Aedes daryi
Aedes daryi är en tvåvingeart som beskrevs av Schick 1970. Aedes daryi ingår i släktet Aedes och familjen stickmyggor. Inga underarter finns listade i Catalogue of Life.